# AMD V120
O AMD V-Series V120 (às vezes também chamado de Sempron V120) é um processador de núcleo único para laptops baratos. É baseado no núcleo Champlain, que deve usar uma arquitetura K10. Como os CPUs Athlon II P e N de núcleo duplo, o V120 oferece apenas uma FPU (Unidade de Ponto Flutuante) de 64 bits. Portanto, a CPU também possui um controlador de memória DDR3 integrado.